# چیزهای گفته‌شده
چیزهای گفته‌شده عنوان کتابی است از پی‌یر بوردیو، جامعه‌شناس فرانسوی که در سال ۱۹۸۷ توسط انتشارات مینویی در مجموعه کامن سنس منتشر شد. در دهه ۱۹۹۰، انتشار این اثر بوردیو به زبان‌های مختلف در دیگر کشورها او را یک روشنفکر سیاسی و منتقد در نشریات ادواری و ناشران چپ‌گرا و همچنین آوانگارد فرهنگی مداخله‌گر و سیاسی معرفی کرد. 

## مضمون
کتاب «چیزهای گفته‌شده» مجموعه‌ای از ترانوشت‌ها و تجلی درس‌گفتارها، سخنرانی‌ها و گفت‌وگوهای پیشین بوردیو در نوشتار جامعه‌شناسی است. به باور بوردیو، مقال نوشتاری و مقال گفتاری هر یک بر دیگری برتری‌هایی دارد. نوشتار جامعه‌شناسی ابزاری برای بازاندیشی، ابهام‌زدایی و صورت‌بندی ـ و صورت‌بندی مجدد ـ پرسش‌های جامعه‌شناسی است. افزون بر این، چیزهای گفته‌شده معطوف به روابط بین نوشتار جامعه‌شناسی و علم جامعه‌شناسی است.  تحلیل‌های بوردیو از چنین رابطه‌ای پرسش‌های مهمی درباره ماهیت و نقش جامعه‌شناسی مطرح می‌کند. بوردیو در پیشگفتار، به‌روشنی، ویژگی بحث شفاهی را توضیح می‌دهد که بلافاصله با واکنش موافقت یا مخالفت مخاطب مواجه است. او، درعین‌حال، ویژگی بحث نوشتاری را توضیح می‌کند که در وضعیت انسداد خود و پیام شکل می‌گیرد. بوردیو که به دقت نظام‌مند نوشتار دلبسته است، به ویژگی‌های ارتباط شفاهی نیز توجه دارد که امکان جدی شدن، نمایش سریع، حرکت به جلو و عقب بین قطعات انتزاعی و مثال آوری را فراهم می‌کند. مصاحبه‌ها گفتگویی را برقرار می‌کنند که این امکان را فراهم می‌کند تا مشخص کنیم چه چیزی در نوشتار حذف شده است و به اعتراضات پاسخ دهیم.  در چیزهای گفته‌شده، بخش اول، ترسیم مسیرهای فکری، تبیین پیش‌فرض‌های فلسفی پژوهش و یادآوری منطق پژوهش‌ها است. بخش دوم، به مواجهه‌های علمی با پژوهشگران و جامعه‌شناسان حوزه‌های خویشاوندی، دین، سیاست و ادبیات می‌پردازد. بخش سوم، دربارۀ گشایش‌ها به آیندۀ علم، روشنفکری و فرهنگ است. این کتاب، تا حدی، دربارهٔ جامعه‌شناسی جامعه‌شناسی است  و تا حدی، بازاندیشی در کانون این اثر بوردیو قرار دارد. از این اثر بوردیو باید به یک جعبه‌ابزار مفهومی یاد کرد.  نگاه بوردیو به فرهنگ و آموزش به‌وضوح به موقعیت او در دانشگاه و خط سیر او در دستیابی به این موقعیت ربط دارد. طرح مباحث طبقه‌بندی و جامعه‌شناسی دانش در جامعه خود او، حتی فروشکستن مرز سنتی بین جامعه‌شناسی و قوم‌شناسی، که جنبه‌های سیاسی کار او به شمار می‌روند به معنای واقعی کلمه در این اثر دیده می‌شوند.  بوردیو همواره متفکری بوده است که آثار او، به دلیل آشنایی سطحی خوانندگان، در گسترده‌ای وسیع در معرض بدفهمی قرار داشته‌اند و محبوبیت جاری او که تا حدی متأثر از مُد روشنفکری است خطرات خوانش نادرست آثار او را بیشتر کرده‌اند. با این حال، چیزهای گفته‌شده مقدمه‌ای موجز برای خوانندگان ناآشنا با اندیشه‌های بوردیو است و راهگشای افرادی است که نوشته‌های بوردیو را دشوار می‌دانند. این اثر بر خوانش های نادرست و برداشت های نادرست افراد از آثار بوردیو غلبه دارد. چیزهای گفته‌شده، به ویژه، نوشته‌ای مناسب درباره جزئیات کار فکری بوردیو و پیدایش فکری و اجتماعی مفاهیم کلیدی اوست.  در این اثر، بوردیو، که در رشته فلسفه آموزش دیده است، پیوسته بر مفاهیم و تمایزات مفهومی و به‌خصوص تکافوی مفهومی تأمل می‌کند.

## بررسی و نقد
به نظر می‌رسد بوردیو به خوبی قادر است استدلالی منسجم دربارۀ هر نوع موضوعی داشته باشد. او در این اثر به موضوعات پژوهش میدانی، هنر، ورزش، ادبیات، فلسفه، نظرسنجی و نظایر آن‌ها پرداخته است. بوردیو همان اندازه بر شرایط ویژه جامعه‌شناسی چنین موضوعاتی تأکید دارد که بر نگرش خود به این نوع جامعه‌شناسی ها تأکید دارد. 

## ترجمه به فارسی
بوردیو، پی‌یر. (۱۴۰۲). چیزهای گفته‌شده، ترجمه محسن ناصری راد، تهران: انتشارات گام نو. ۲۶۷ صفحه. شابک ۲-۲۶-۷۴۵۰-۶۲۲-۹۷۸

## پانوشت‌ها و منابع
1. ↑  Bourdieu, P. (1987). Choses dites, Paris, Les Éditions de Minuit, coll. Le sens commun, 228 p. (ISBN 9782707311221)
2. ↑  Medvetz, T .,  Sallaz, J. J. (2018). The Oxford handbook of Pierre Bourdieu, New York, NY: Oxford University Press, 688 p. (ISBN 9780199357208)
3. ↑  بوردیو، پی‌یر. (۱۴۰۲). چیزهای گفته‌شده. ترجمهٔ محسن ناصری راد. تهران: انتشارات گام نو. ص. ۷-۸ (یادداشت مترجم). شابک ۹۷۸-۶۲۲-۷۴۵۰-۲۶-۲.
4. ↑  Sapiro, G. (2020). Dictionnaire international Bourdieu, Paris, Éditions du CNRS, 963 p. (ISBN 978-2271082039)
5. ↑  McCleary, D. (1989). Extended Review Bourdieu's Choses Dites,The Sociological Review, 37(2), 373–383. doi:10.1111/j.1467-954X.1989.tb00035.x
6. ↑  بوردیو، پی‌یر. (۱۴۰۲). چیزهای گفته‌شده. ترجمهٔ محسن ناصری راد. تهران: انتشارات گام نو. ص. ۸ (یادداشت مترجم). شابک ۹۷۸-۶۲۲-۷۴۵۰-۲۶-۲.
7. ↑  Bottomlet, G. (1991). A Review of In Other Words: Essays Towards a Reflexive Sociology, by Pierre Bourdieu, The Australian and New Zealand Journal of Sociology, 27(2), 272–273. doi:10.1177/144078339102700224
8. ↑  Brubaker, R. (1989). Review of Pierre Bourdieu, Choses Dites, Contemporary Sociology, 18(5), 783–784. doi:10.2307/2073367
9. ↑  Earle, W. J. (1988). Review of Pierre Bourdieu, Choses Dites, Philosophy in Review, 8(1), 6–7
10. ↑  Lemert, C. (1991). Review of In Other Words: Essays Towards a Reflexive Sociology, by Pierre Bourdieu, American Journal of Sociology, 97(1), 276–278. doi:10.1086/229779
11. ↑  «چیزهای گفته‌شده». کتابخانه ملی ایران. ۲۱ بهمن ۱۴۰۲. بایگانی‌شده از اصلی در ۱۰ فوریه ۲۰۲۴. دریافت‌شده در ۱۱ فوریه ۲۰۲۴.